# ラカイン・ユナイテッドFC
ラカイン・ユナイテッドFC（英: Rakhine United Football Club）は、ミャンマー・ラカイン州のシットウェを本拠地とするサッカークラブである。ミャンマー・ナショナルリーグに所属する。

## 概要
2010年に結成された。ミャンマー・ナショナルリーグには2011年に参戦。また、この年に伊藤壇が加入しミャンマーサッカーリーグ初の日本人選手としてプレーしている。

## 獲得タイトル

### 国内タイトル
なし

## 歴代所属選手
- 伊藤壇 2011
- 東風淳 2015